# Josefa Alfaro de Ocampo
Josefa Alfaro de Ocampo conocida también como la Viuda de Ocampo (Sevilla, finales del siglo XIX-siglo XX) fue una escritora, periodista y dramaturga española.

## Biografía
Se tienen pocos datos sobre la fecha exacta del nacimiento de Josefa Alfaro de Ocampo, situada a finales del siglo XIX y que desarrolló su carrera ya en el siglo XX.Residió en Sevilla y firmó alguna de sus obras como Viuda de Ocampo.

### Trayectoria profesional
En su faceta de periodista, publicó artículos en varios periódicos, como El liberal o la revista La voz de San Antonio. Los asuntos tratados son la visión folklórica y popular de Andalucía, sobre todo de Sevilla, las festividades religiosas y la exaltación de la Virgen María. También el rechazo de la violencia y la llamada al pacifismo fueron temas que estuvieron presentes en sus escritos.
Las nueve referencias publicadas en el diario sevillano El liberal, ente el 12 de abril de 1931 y el 15 de agosto de 1934 fueron recopiladas y publicadas en 2024 por el investigador Wilson Alfredo Villamil, dentro del libro Educación y didáctica: hacia una ampliación del canon en las aulas, coordinado por la investigadora Natalia Muñoz Maya.
Josefa Alfaro, la Viuda de Ocampo, escribió cuentos que se publicaron en varios diarios, algunos de los cuales son El sueño del artista, Los soldados salesianos, La cruz de Tablada, El padrino del maestro, No juzgar por las apariencias, etc.
La  escritora Pilar Nieva de la Paz dejó constancia en su libro Autoras dramáticas españolas entre 1918 y 1933 del melodrama de Josefa Alfaro titulado Perdía...no, fechada en 1931. Según Nieva es la única pieza teatral a la que se atribuyó con certeza su autoría.
Sin embargo, en 1953 se localizó en un fondo de la Universidad de Sevilla, la obra Cajón de Desastre, escrita por Alfaro en 1931.

## Premios y reconocimientos
En 2022, el ayuntamiento de Sevilla aprobó en el pleno municipal poner los nombres de mujeres ilustres en la casi totalidad del nomenclátor del barrio de Juan XXIII (Distrito Cerro-Amate), con 41 calles, entre las que está el nombre de Josefa Alfaro.